# Ремезан
Ремезан (рум. Rămăzan) — село в Ришканському районі Молдови. Входить до складу комуни, адміністративним центром якої є місто Ришкани.
Більшість населення - українці. Згідно з переписом населення 2004 року - 532 особи (90%).

## Населення

### Національність
Розподіл населення за національністю за даними перепису 2004 року:
| Мова             | Відсоток |
| ---------------- | -------- |
| українці         | 90,02%   |
| молдовани/румуни | 6,26%    |
| росіяни          | 3,21%    |
| інші             | 0,51%    |